# Kota Baru (Rakit Kulim)
Kota Baru is een bestuurslaag in het regentschap Indragiri Hulu van de provincie Riau, Indonesië. Kota Baru telt 1510 inwoners (volkstelling 2010).